# Нова-Фатима (Парана)
Нова-Фатима (порт. Nova Fátima) — муниципалитет в Бразилии, входит в штат Парана. Составная часть мезорегиона Север Пиунейру-Паранаэнси. Входит в экономико-статистический микрорегион Корнелиу-Прокопиу. Население составляет 8246 человек на 2006 год. Занимает площадь 283,420 км². Плотность населения — 29,1 чел./км².
Праздник города — 14 декабря.

## История
Город основан в 1951 году.

## Статистика
- Валовой внутренний продукт на 2003 год составляет 53 571 117,00 реалов (данные: Бразильский институт географии и статистики).
- Валовой внутренний продукт на душу населения на 2003 год составляет 6475,42 реалов (данные: Бразильский институт географии и статистики).
- Индекс развития человеческого потенциала на 2000 год составляет 0,747 (данные: Программа развития ООН).

## География
Климат местности: субтропический. В соответствии с классификацией Кёппена, климат относится к категории Cfa.